# Nefritový králík

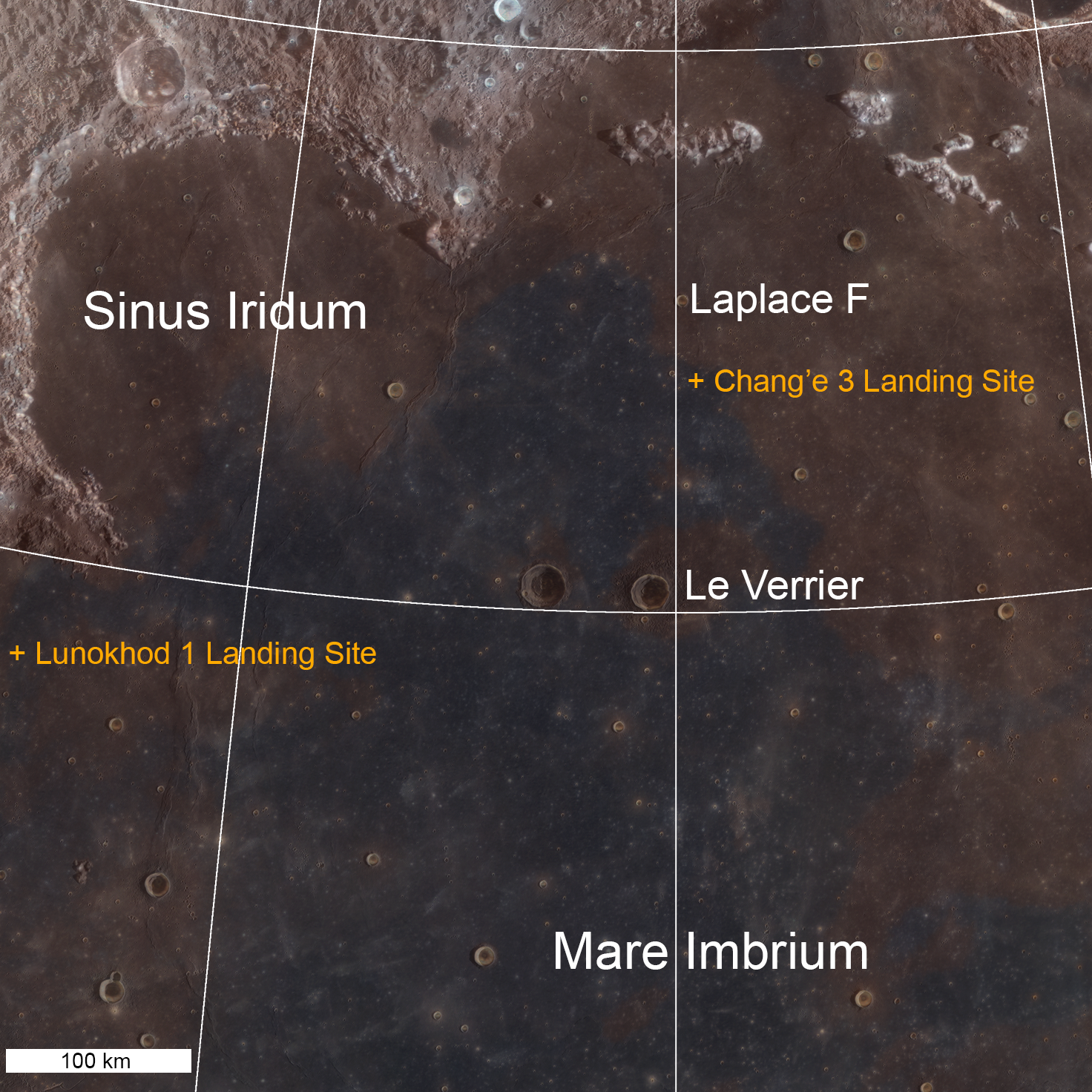
Nefritový králík přistál na Měsíci v Mare Imbrium cca 40 km jižně od kráteru Laplace F.

Nefritový králík (čínsky v českém přepisu Jü-tchu, pchin-jinem Yùtù, znaky 玉兔) je pojmenování lunárního vozítka vyslaného počátkem prosince 2013 čínskou kosmickou agenturou CNSA na povrch Měsíce v rámci mise Čchang-e 3. V sobotu 14. prosince modul s vozítkem přistál v severozápadní části Mare Imbrium (Moře dešťů) jižně od kráteru Laplace F na souřadnicích 19,51° S, 44,12° Z, ačkoli původně bylo oznámeno místo přistání v oblasti Sinus Iridum (Záliv duhy, Duhová zátoka). V noci na neděli 15. prosince vozítko sjelo z modulu a začalo misi.

## Jméno
Vozítko bylo pojmenováno Nefritový králík, čínsky Jü-tchu. Název vybrala v internetovém hlasování čínská veřejnost.
Nefritový králík (či zajíc) je postavou čínské mytologie. Poprvé se objevila v básních z období dynastie Chan (206 př. n. l. – 220 n. l.), podle nich králík sedí na Měsíci ve stínu skořicovníku a tluče v hmoždíři byliny nesmrtelnosti.

## Popis vozítka
Nefritový králík je šestikolové vozítko o hmotnosti 140 kg. Délka vozítka je 1,4 m, šířka 1 m a výška 1,1 metru, je poněkud menší než marsovská vozítka Spirit a Opportunity. Hmotnost vědeckých přístrojů je cca 20 kg. Energii mu dodávají postranní „křídla“ obdélníkových solárních panelů. Vyhřívání vozítka, nezbytné během lunárních nocí, zajišťuje radioizotopový tepelný zdroj. Vozítko je vybaveno stožárem se sadou navigačních kamer a anténou, který dosahuje do výšky 1,5 m nad povrchem.
Vozítko je schopno překonat překážky do výšky 20 cm a svah o náklonu do 20°. Každé ze šesti kol podvozku má vlastní stejnosměrný elektrický motorek. Vozítko disponuje autonomním navigačním řídícím systémem, který je schopen rozpoznat jak překážky a vyhnout se jim, tak identifikovat cíle jízdy a určit trasu k nim.
Vozítko je vybaveno radarem, kterým možno zkoumat měsíční regolit do hloubky třiceti metrů a struktury kůry Měsíce do hloubky přes sto metrů; alfa částicovým rentgenovým spektrometrem a infračerveným spektrometrem, jejich senzory jsou instalované na robotických pažích; dvěma panoramatickými fotoaparáty.
Očekávaná životnost vozítka jsou tři měsíce, to jest tři lunární dny a tři noci, během kterých má ujet cca 10 km.

## Průběh letu a program
Start nosné rakety Dlouhý pochod se sondou Čchang-e 3 obsahující lunární vozítko proběhl 1. prosince v 18.30 SEČ z čínského kosmodromu Si-čchang. Úkolem mise bylo dopravit vozítko na povrch Měsíce, čehož bylo v půli prosince dosaženo. Maximální rychlost vozítko byla stanovena na 200 metrů za hodinu.
Dne 14. prosince 2013 ve 14:11 SEČ Nefritový králík přistál na Měsíci v oblasti Mare Imbrium (Moře dešťů) jižně od kráteru Laplace F. Čína se tak stala třetí zemí (po SSSR a USA), která dokázala dopravit vozidlo na Měsíc. V noci na neděli 15. prosince SEČ vozítko sjelo z modulu a poslalo na Zemi první snímky. O několik dní později poslalo na Zem i snímky panoramatické a sondy. Dne 26. prosince bylo vozítko uvedeno do 14denního klidu kvůli měsíční noci. Po tomto období se zřejmě vozítku neotevřely dostatečně solární panely a Čína v únoru 2014 oznámila, že vozík je nefunkční. Příčin, kvůli nimž robot přestal fungovat, je v médiích uváděno více.
V březnu 2014, po třetím období měsíčního spánku, Nefritový králík obnovil vysílání. Trvají problémy s mechanickým ovládáním.